# 경기스마트고등학교
경기스마트고등학교(京畿스마트高等學校)는 대한민국 경기도 시흥시 정왕동에 있는 공립 고등학교이다.

## 학교 연혁
- 1997년 1월 14일 : 시화공업고등학교 24학급 설립 인가 (기계과 3학급, 전기과 3학급, 금속과 2학급)
- 1998년 3월 1일 : 초대 김부중 교장 취임
- 1998년 3월 5일 : 제1회 입학식(1학년 기계2, 전기3, 금속1, 6학급 229명)
- 2001년 2월 13일 : 제1회 졸업식(기계과 66명, 전기과 98명, 금속과 16명 계 180명)
- 2017년 7월 28일 : 학과개편(컴퓨터응용기계과 증설(4반), 기계산업설계과 신설(2반), 스마트전기과(3반)
- 2019년 7월 4일 : 학과개편 (뷰티아트과 신설)
- 2020년 1월 9일 : 제20회 졸업식(8학급 148명, 총 5,161명)
- 2020년 3월 1일 : 경기스마트고등학교로 교명 변경
- 2021년 9월 1일 : 제8대 이선길 교장 취임

## 설치 학과
- 컴퓨터응용기계과
- 기계산업설계과
- 스마트전기과
- 뷰티아트과

## 참고 자료
- 경기스마트고등학교 - 한국교육학술정보원 학교알리미